# 채성아
채성아(일본어: 吉永 綠 요시나가 미도리[*] → 일본어: 石坂 綠 이시자카 미도리[*])는 짱구는 못말려에 등장하는 인물이다.

## 성우
성우는 타카다 유미 → 나나오 하루히(일본판), 이용신(투니버스판) / 차명화(비디오판) → 김정희(비디오판) / 안경진(서울방송판) → 임은정 / 하은진(극장판) /김하영(극장판, 16기, 17기) → 문유정(극장판 20기) / 송하림(극장판 23기)이다.

## 소개
짱구는 못말려에 나오는 인물. 신노스케가 다니는 '후타바 유치원' 해바라기반 담임교사. 그와 동시에 아침마다 유치원 버스에 인솔교사 일도 겸하고 있다. 옆반 '장미반' 담임을 맡고있는 동료교사 마츠자카 우메와는 툭하면 으르렁거리는 앙숙지간이지만 아주 가끔은 앙금을 털고 사이좋게 지낼때도 있다. 시즌이 거듭될수록 티격거리기는 해도 무뚝뚝하게나마 서로를 챙겨주는 모습이 더 자주 나오는 편. 
전부터 이시자카 준이치와 연애를 하고 있었고 여느 연인들이 다 그러듯 사이가 좋았다가 나빴다가를 반복하다 유치원에서 결혼식을 치르며 부부가 됐다. 이후 원작에서는 이시자카 모모라는 딸을 가졌지만 애니판에서는 아직도 신혼으로 묘사된다. 짱구는 못말려 X파일 '엄마 아빠는 이렇게 집을 사셨어요' 편에서 신노스케가 2살 때, 후타바 유치원에 면접을 보러오는 모습이 나왔다.